# گای مزگر
گای مزگر (انگلیسی: Guy Mezger؛ زادهٔ ۱ ژانویهٔ ۱۹۶۸) کاراته‌کا، ورزشکار هنرهای رزمی ترکیبی و جودوکار اهل ایالات متحده آمریکا است.